# Doubleback
«Doubleback» es una canción de la banda estadounidense de blues rock y hard rock ZZ Top, publicado en 1990 como sencillo del álbum Recycler lanzado en el mismo año por el sello Warner Bros. Fue escrita por Billy Gibbons, Dusty Hill y Frank Beard.
Alcanzó la primera posición en la lista Mainstream Rock Tracks y ocupó el puesto 60 del Billboard Hot 100 de los Estados Unidos.
Además fue escogida para ser el tema central de la película Back to the Future Part III, con la cual ganó una nominación para los premios MTV Video Music Awards en la categoría de mejor vídeo de película. En dicha cinta cinematográfica ZZ Top hizo un cameo como la banda del festival del pueblo, en donde tocaron el tema en versión hillbilly. La canción apareció en los créditos finales del filme, como también en el juego de pinball publicado en el mismo año. Sin embargo, la versión original no apareció en el Back to the Future Part III: Original Motion Picture Soundtrack, en donde solo se incluyó la versión instrumental.

## Lista de canciones
| N.º | Título          | Escritor(es)         | Duración |  |
| 1.  | «Doubleback»    | Gibbons, Hill, Beard | 3:53     |  |
| 2.  | «Just Got Paid» | Gibbons, Hill, Ham   | 4:49     |  |

## Músicos
- Billy Gibbons: voz y guitarra eléctrica
- Dusty Hill: bajo
- Frank Beard: batería